# Elkeson
Elkeson de Oliveira Cardoso, noto come Ai Kesen o come Elkeson (Coelho Neto, 13 luglio 1989), è un ex calciatore brasiliano naturalizzato cinese, di ruolo attaccante.

## Caratteristiche tecniche
Attaccante di grande tecnica, possiede un ottimo dribbling. Può giocare sia come prima punta che come seconda punta.

## Carriera

### Club

#### Vitória e poi Botafogo
All'età di otto anni si trasferisce a Salvador nel Vitória
. Diventa un punto fermo nelle giovanili del club dopo aver giocato otto stagioni e così nel 2008, all'età di diciassette anni, il Benfica acquista il 50% del suo cartellino. Compie il suo esordio in prima squadra nella disfatta subita contro il Bahia e mette a segno la sua prima rete da calciatore professionista. Nel 2011 ha messo a segno la sua prima tripletta in carriera nel match contro il Colo Colo.

#### Botafogo
Il 25 maggio 2011, dopo una lunga trattativa, viene ufficializzato il suo passaggio al Botafogo per 5,1 milioni di dollari più il cartellino di Rodrigo Mancha. Il calciatore ha firmato un contratto con scadenza nel 2015 e i Fogãi hanno acquistato le due metà del cartellino che appartenevano al Vitória e al Benfica. Dopo un buon esordio con la sua nuova squadra, conquista un posto da titolare dopo aver segnato tre gol nelle prime cinque partite del Brasileirão, rispettivamente contro il Coritiba, contro il Grêmio e contro il Ceará.

#### Guangzhou Evergrande
Il 24 dicembre 2012 passa al Guangzhou Evergrande per 5.7 milioni di euro e firma un contratto quadriennale. Il 3 marzo 2013 metterà a segno la sua prima doppietta nella gara inaugurale della Chinese Super League 2013 nella gara vinta per 5-2 contro lo Shanghai Shenxin l'8 marzo 2013. Nelle prime sette giornate di campionato il giocatore si è ritrovato con un bottino di ben 13 reti, terminando la stagione 2012-2013 con 32 reti in 24 presenze. Nel luglio 2013 è stato convocato nella rosa iniziale che avrebbe dovuto partecipare alla Champions League Asiatica, in sostituzione di Lucas Barrios, che aveva deciso di tornare a giocare in Europa.
Ha messo a segno 6 reti in Champions League asiatica, inclusa una doppietta nelle due gari della finale disputate contro i coreani dell'FC Seoul quando il club cinese vincerà questo trofeo per la prima volta nella sua storia. Questa vittoria ha stabilito il primo titolo di AFC Champions League vinto da un club cinese dopo 23 anni.
Il 1º dicembre 2013, durante una gara di Chinese FA Cup 2013 contro il Guizhou Renhe, ha ricevuto un'espulsione diretta dopo aver colpito in volto il centrocampista Yang Hao con la mano. Il 5 dicembre seguente, ha ricevuto una squalifica di quattro giornate ed è stato multato di 20.000 ¥ dal comitato disciplinare della Federcalcio cinese. Successivamente, il 14 dicembre 2013 ha messo a segno la sua prima rete in una Coppa del mondo per club FIFA contro gli egiziani dell'Al-Ahly nei quarti di finale, vincendo per 2-0.
Il 21 novembre 2015 metterà segno il gol vittoria nella finale di ritorno della Champions League asiatica contro lo Shabab Al-Ahli, aggiudicandosi il trofeo per la seconda volta in tre anni. Termina la sua esperienza al Guangzhou dopo 4 anni, gioca in tutto 111 partite con 76 gol all'attivo.

#### Shanghai SIPG
Il 21 gennaio 2016 passa allo Shanghai SIPG per 18.5 milioni di euro. Segna il suo primo gol in campionato alla quarta giornata di Chinese Super League, nella partita vinta 4-0 contro il Liaoning il 4 ottobre 2016.
Il 4 aprile 2018 mette a segno una rete nella gara pareggiata per 1-1 contro il Kawasaki Frontale, valida per l'AFC Champions League. Questa rete è stata la sua ventisettesima, portandolo al quarto posto della classifica dei migliori marcatori della nella storia della competizione.
Il 18 settembre 2018 ha messo a segno il gol vittoria in una gara contro il Guangzhou Evergrande, suo ex club, riuscendo a consolidare il primo posto per lo Shanghai SIPG. Il 7 ottobre seguente, ha messo a segno un'altra rete importante nella vittoria per 5-0 contro il Guizhou Hengfeng allora ultimo in classifica, estendendo il proprio vantaggio di 4 punti sul Guangzhou a poco più di un mese dalla fine della stagione.
Il 7 novembre ha avuto un ruolo fondamentale nella gara vinta per 2-0 ai danni del Beijing Renhe nella penultima giornata di campionato. Questa vittoria, di fatto, ha decretato la vittoria del campionato al SIPG ponendo fine ai sette anni di dominanza indiscussa del Guangzhou Evergrande.

#### Ritorno al Guangzhou Evergrande
Il 9 luglio 2019 fa ritorno al Guangzhou Evergrande per 5.5 milioni di euro: secondo quanto riferito, il giocatore avrebbe ottenuto uno stipendio di 10 milioni di euro all'anno. Al momento del suo trasferimento, il club si trovava a due punti dall'allora capolista Beijing Guoan, con alle spalle lo Shanghai SIPG. Elkeson ha inaugurato il suo ritorno con una rete nelle prime due partite e una tripletta contro i rivali locali del Guangzhou R&F il 20 luglio.
Il 13 dicembre 2021, il giocatore ha confermato che avrebbe lasciato la squadra, dopo aver risolto comunemente il contratto con la società.

#### Grêmio
Il 12 aprile 2022 torna in Brasile da svincolato al Grêmio, tornando in patria dopo un decennio passato in Cina. Il 2 maggio 2022 debutta ufficialmente per il club il 3º aprile successivo, subentrando al 68' minuto di una gara contro il CRB. Dopo aver messo a segno quattro reti in 23 presenze di campionato, ha dato una mano fondamentale alla squadra per la promozione diretta in Série A alla fine della stagione 2022.
Il 1⁰ gennaio 2023, rescinderà ufficialmente il contratto con la società brasiliana, rimanendo svincolato.

#### Il ritorno in Cina
Il 7 aprile 2023, tornerà in Cina, firmando a costo zero per il Chengdu Rongcheng, militante nella Super League. Esordisce in campionato il 16 aprile 2023 in una gara pareggiata 1-1 contro l'Henan FC. Ha messo a segno la sua prima rete la giornata successiva vinta dal Chengdu per 2-1 contro il Cangzhou Mighty Lions.

### Nazionale
Il 22 settembre 2011 viene convocato dall'allenatore del Brasile Mano Menezes per la sfida di ritorno del Superclásico de las Américas contro l'Argentina, senza tuttavia scendere in campo. Ciò gli permette di cambiare, 8 anni dopo, nazione. Nel 2019 infatti fa richiesta e ottiene la cittadinanza cinese, cambiando nome in Ai Kesen e diventando il primo giocatore naturalizzato cinese grazie agli anni di residenza nello Stato, e non grazie a parentele; viene subito convocato in nazionale dal C.T. Marcello Lippi, e segna una doppietta al debutto contro le Maldive.

## Statistiche

### Presenze e reti nei club
Statistiche aggiornate all'1 marzo 2023.
| Stagione             | Squadra              | Campionato           | Campionato | Campionato | Coppe nazionali | Coppe nazionali | Coppe nazionali | Coppe continentali | Coppe continentali | Coppe continentali | Altre coppe | Altre coppe | Altre coppe | Totale | Totale |
| Stagione             | Squadra              | Comp                 | Pres       | Reti       | Comp            | Pres            | Reti            | Comp               | Pres               | Reti               | Comp        | Pres        | Reti        | Pres   | Reti   |
| -------------------- | -------------------- | -------------------- | ---------- | ---------- | --------------- | --------------- | --------------- | ------------------ | ------------------ | ------------------ | ----------- | ----------- | ----------- | ------ | ------ |
| 2009                 | Vitória              | PD/BA+A              | 1+12       | 0+1        | CB              | 0               | 0               | CS                 | 1                  | 1                  | -           | -           | -           | 14     | 2      |
| 2010                 | Vitória              | PD/BA+A              | 13+34      | 2+6        | CB              | 10              | 1               | CS                 | 2                  | 0                  | CN          | 4           | 0           | 63     | 9      |
| gen.-mag. 2011       | Vitória              | PD/BA+B              | 18+1       | 7+0        | CB              | 2               | 0               | -                  | -                  | -                  | -           | -           | -           | 21     | 7      |
| Totale Vitória       | Totale Vitória       | Totale Vitória       | 79         | 16         |                 | 12              | 1               |                    | 3                  | 1                  |             | 4           | 0           | 98     | 18     |
| mag.-dic. 2011       | Botafogo             | A                    | 34         | 8          | CB              | 0               | 0               | CS                 | 3                  | 0                  | -           | -           | -           | 37     | 8      |
| 2012                 | Botafogo             | A/RJ+A               | 16+31      | 5+11       | CB              | 5               | 2               | CS                 | 2                  | 0                  | -           | -           | -           | 54     | 18     |
| Totale Botafogo      | Totale Botafogo      | Totale Botafogo      | 81         | 24         |                 | 5               | 2               |                    | 5                  | 0                  |             |             |             | 91     | 26     |
| 2013                 | Guangzhou            | CSL                  | 28         | 24         | CC              | 3               | 1               | ACL                | 6                  | 6                  | SCC+CMC     | 1+3         | 0+1         | 41     | 32     |
| 2014                 | Guangzhou            | CSL                  | 28         | 28         | CC              | 1               | 0               | ACL                | 10                 | 6                  | -           | -           | -           | 39     | 34     |
| 2015                 | Guangzhou            | CSL                  | 16         | 7          | CC              | 0               | 0               | ACL                | 11                 | 3                  | SCC+CMC     | 1+3         | 0           | 31     | 10     |
| 2016                 | Shanghai SIPG        | CSL                  | 26         | 10         | CC              | 1               | 0               | ACL                | 9                  | 4                  | -           | -           | -           | 31     | 14     |
| 2017                 | Shanghai SIPG        | CSL                  | 17         | 11         | CC              | 1               | 2               | ACL                | 11                 | 5                  | -           | -           | -           | 28     | 15     |
| 2018                 | Shanghai SIPG        | CSL                  | 16         | 7          | CC              | 2               | 0               | ACL                | 8                  | 4                  | -           | -           | -           | 26     | 11     |
| 2019                 | Shanghai SIPG        | CSL                  | 15         | 8          | CC              | 1               | 0               | ACL                | 8                  | 2                  | -           | -           | -           | 24     | 10     |
| Totale Shanghai SIPG | Totale Shanghai SIPG | Totale Shanghai SIPG | 74         | 36         |                 | 5               | 2               |                    | 36                 | 15                 |             |             |             | 115    | 43     |
| 2019                 | Guangzhou            | CSL                  | 13         | 10         | CC              | 0               | 0               | ACL                | 4                  | 0                  | -           | -           | -           | 17     | 10     |
| 2020                 | Guangzhou            | CSL                  | 13+6       | 5+1        | CC              | 0               | 0               | ACL                | 4                  | 1                  | -           | -           | -           | 23     | 7      |
| 2021                 | Guangzhou            | CSL                  | 13         | 11         | CC              | 0               | 0               | ACL                | 0                  | 0                  | -           | -           | -           | 13     | 11     |
| Totale Guangzhou     | Totale Guangzhou     | Totale Guangzhou     | 117        | 86         |                 | 4               | 1               |                    | 35                 | 16                 |             | 8           | 1           | 164    | 104    |
| apr.-dic. 2022       | Grêmio               | B                    | 23         | 4          | CB              | 0               | 0               | -                  | -                  | -                  | -           | -           | -           | 23     | 4      |
| Totale carriera      | Totale carriera      | Totale carriera      | 374        | 166        |                 | 26              | 6               |                    | 79                 | 32                 |             | 12          | 1           | 491    | 195    |

### Cronologia presenze e reti in nazionale
| Cronologia completa delle presenze e delle reti in nazionale ― Cina | Cronologia completa delle presenze e delle reti in nazionale ― Cina | Cronologia completa delle presenze e delle reti in nazionale ― Cina | Cronologia completa delle presenze e delle reti in nazionale ― Cina | Cronologia completa delle presenze e delle reti in nazionale ― Cina | Cronologia completa delle presenze e delle reti in nazionale ― Cina | Cronologia completa delle presenze e delle reti in nazionale ― Cina | Cronologia completa delle presenze e delle reti in nazionale ― Cina |
| Data                                                                | Città                                                               | In casa                                                             | Risultato                                                           | Ospiti                                                              | Competizione                                                        | Reti                                                                | Note                                                                |
| ------------------------------------------------------------------- | ------------------------------------------------------------------- | ------------------------------------------------------------------- | ------------------------------------------------------------------- | ------------------------------------------------------------------- | ------------------------------------------------------------------- | ------------------------------------------------------------------- | ------------------------------------------------------------------- |
| 10-9-2019                                                           | Atollo Kaafu                                                        | Maldive                                                             | 0 – 5                                                               | Cina                                                                | Qual. Mondiali 2022                                                 | 2                                                                   | 20’                                                                 |
| 10-10-2019                                                          | Canton                                                              | Cina                                                                | 7 – 0                                                               | Guam                                                                | Qual. Mondiali 2022                                                 | 1                                                                   |                                                                     |
| 15-10-2019                                                          | Bacolod                                                             | Filippine                                                           | 0 – 0                                                               | Cina                                                                | Qual. Mondiali 2022                                                 | -                                                                   |                                                                     |
| 14-11-2019                                                          | Dubai                                                               | Siria                                                               | 1 – 1                                                               | Cina                                                                | Qual. Mondiali 2022                                                 | -                                                                   |                                                                     |
| 30-5-2021                                                           | Suzhou                                                              | Guam                                                                | 0 – 7                                                               | Cina                                                                | Qual. Mondiali 2022                                                 | 1                                                                   | 73’                                                                 |
| 7-6-2021                                                            | Sharja                                                              | Cina                                                                | 2 – 0                                                               | Filippine                                                           | Qual. Mondiali 2022                                                 | -                                                                   |                                                                     |
| 15-6-2021                                                           | Sharjah                                                             | Cina                                                                | 3 – 1                                                               | Siria                                                               | Qual. Mondiali 2022                                                 | -                                                                   | 77’                                                                 |
| 7-10-2021                                                           | Sharjah                                                             | Cina                                                                | 3 – 2                                                               | Vietnam                                                             | Qual. Mondiali 2022                                                 | -                                                                   | 54’                                                                 |
| Totale                                                              |                                                                     | Presenze                                                            | 8                                                                   |                                                                     | Reti                                                                | 4                                                                   |                                                                     |

## Palmarès

### Club

#### Competizioni statali
- Campionato Baiano: 2

Vitória: 2009, 2010

#### Competizioni regionali
- Copa do Nordeste: 1

Vitória: 2010

#### Competizioni nazionali
- Campionato cinese: 5

Guangzhou Evergrande: 2013, 2014, 2015, 2019
Shanghai SIPG: 2018
- Supercoppa di Cina: 1

Shanghai SIPG: 2019

#### Competizioni internazionali
- AFC Champions League: 2

Guangzhou Evergrande: 2013, 2015

### Individuale
- Capocannoniere della Chinese Super League: 2

2013 (24 reti), 2014 (27 reti)